# 莫麗淇
莫麗淇（英語：Niki Mok，1985年5月22日—）是香港女藝人、網絡主播、獨立唱作歌手、演員。

## 生平
莫麗淇是直播平台Uplive香港地區人氣較高的直播主之一。
莫麗淇受到《衝上雲霄II》劇中陳法拉飾演的見習女機師Holiday一角影響，放棄香港的正職，到美國完成小型飛機飛行機師訓練課程，多次進出北極圈追極光。被香港及內地傳媒稱為《極光女機師》。
她參加了TVB舉辦的《中年好聲音3》，成功入圍35強。

## 音樂作品
- 《最悲女主角》（2021年）（親自作曲）[5][6]
- 《幸福極光女神的降臨》（2022年）（親自作曲鋼琴純音樂）[1]
- 《下一刻相遇見》（2023年）（與鄭霖合唱） [7]
- 《Live you up》(2024年）（uplive stars)

## 演出作品
- 《外籍之人》[8][4]

## 外部連結
- 莫麗淇的Instagram帳戶
- YouTube上的極光女機師 Niki Mok莫麗淇頻道